# Peter Thangaraj
Peter Thangaraj (24 décembre 1935 – 24 novembre 2008) est un footballeur indien des années 1950 et 1960. Il évoluait au poste de gardien de but.

## Biographie
Il est international indien, participant aux JO de 1956 (quatrième, 1 match), aux JO de 1960 (1er tour, 3 matchs), et à la Coupe d'Asie des nations 1964 où l'Inde termine deuxième du tournoi. Il participe également à trois Jeux asiatiques : en 1958 (4e), en 1962 (vainqueur) et enfin en 1966 (1er tour).
Il est élu meilleur gardien de but asiatique en 1958. Il reçoit l'Arjuna Award en 1967.